# マークラインズ
マークラインズ株式会社（英: MarkLines Co.,Ltd.）は、東京都千代田区に本社を置く日本の自動車産業調査会社。JPX日経中小型株指数の構成銘柄の一つ。

## 概要
自動車産業関連企業をつなぐオンライン情報サービスを運営する。世界各国の自動車産業の情報を入手できる情報収集機能と、自社の製品・技術・サービスをプロモーションできる情報発信機能を持つ。
中核の情報プラットフォーム事業では、自動車関連企業が共通に必要としながら、入手するには手間やコストがかかる世界各国の自動車生産・販売、技術、部品といった自動車産業の情報を収集できる会員制オンライン情報サービスを日・英・中の3か国語で提供。
このほか、個別調査などに対応するコンサルティング事業、自動車業界に特化した人材紹介事業、英国の調査・コンサルティング会社グローバルデータ社の市場予測情報販売事業、PRメールや製品情報掲載等で顧客の販促を支援するプロモーション広告事業、分解調査や車両・部品調達代行などのベンチマーキング関連事業も手がける。

## 主なサービス

### 情報プラットフォーム
- 販売・生産台数
- 市場・技術レポート
- 300部品サプライチェーン
- モデルチェンジ予測
- ニュース
- 部品メーカー検索
- 主要400社レポート
- 完成車メーカーの拠点
- CASE (電動化・自動運転)
- 人事

### 広告事業
- 製品情報
- PRメール
- バナー広告

### コンサルティング・受託調査
- 技術調査
- コスト比較分析
- 新製品開拓・販路開拓支援
- 実験評価
- 市場調査
- プロセス改善
- サプライヤ調査

### 自動車市場予測
- 乗用車生産予測
- 電動車販売予測 (EV/PHV/HV)
- 乗用車販売予測
- 中大型トラック生産・販売予測
- 個別調査

### ベンチマーキング/分解調査
- 分解レポート
- 車両分解レポート
- 電子部品分解レポート

### 車両・部品調達代行サービス
- 車両調達
- 部品調達

## 代表者
- 酒井誠[6]

　創業者。佐賀県出身。1977年に九州大学経済学部卒業後、日産自動車へ入社。1988年からイリノイ大学経営大学院に留学し、1990年に経営管理学修士（MBA）を取得。1991年日本アジア投資入社。1999年日本デルファイ・オートモーティブ・システムズ入社。2000年ネットライダーズ・デイトナ代表取締役社長を経て、2001年マークラインズを創業し、同社代表取締役社長に就任。2020年自動車ファンド代表取締役会長。

## 沿革
- 2001年
  - 1月 - 東京都港区赤坂三丁目にて当社設立[7]
- 2001年
  - 8月 - 「自動車情報プラットフォーム」（日本語版）サービス開始[7]
  - 12月 - 「自動車情報プラットフォーム」（英語版）サービス開始[7]
- 2003年
  - 2月 - アメリカ ミシガン州にMarkLines North America Incorporated 設立[7]
- 2004年
  - 9月 - 中国 上海に麦柯莱依斯信息諮詢(上海)有限公司 設立[7]
  - 11月 - 自動車法規制情報の掲載開始[7]
  - 12月 - 業容の拡大に伴い本社を赤坂六丁目に移転[7]
- 2007年
  - 4月 - コンサルティング事業を開始  IP契約社数　1,000社達成[7]
  - 10月 - 部品市場レポートの掲載開始[7]
- 2008年
  - 8月 - モデルチェンジ情報の掲載開始 環境対応車に関する情報の掲載開始[7]
- 2010年
  - 6月 - 人材紹介事業　開始[7]
- 2011年
  - 1月 - 「自動車情報プラットフォーム」リノベーション実施[7]
  - 12月 - 「自動車情報プラットフォーム」（中国語版）サービス開始[7]
- 2012年
  - 2月 - 業容の拡大に伴い本社を赤坂八丁目に移転[7]
- 2013年
  - 2月 - LMC Automotiveと提携開始、予測情報提供[7]
  - 7月 - タイ バンコクにMarkLines (Thailand) Co., Ltd. 設立[7]
- 2014年
  - 12月 - 東京証券取引所JASDAQ市場へ上場[7]
- 2015年
  - 1月 - ドイツ フランクフルトにMarkLines Europe GmbH 設立[7]
- 2016年
  - 1月 - インド ハリヤーナー州グルガオンにMarkLines India Pvt. Ltd. 設立[7]
  - 5月 - LINES事業　開始[7]
- 2016年
  - 3月 - IP契約社数　2,000社達成[7]
- 2017年
  - 2月 - Munro & Associates, Inc.と提携開始[8][9]、分解調査レポート提供、部品調達代行サービス開始[7]
- 2018年
  - 3月 - 東京証券取引所市場第二部へ市場変更[7]
  - 5月 - コスト分析サービス開始[7]
  - 6月 - 東京証券取引所市場第一部銘柄に指定[7]
  - 11月 - 名古屋支社開設[7]
- 2019年
  - 4月 - 新卒1期生　入社[7]
  - 12月 - IP契約社数　3,000社達成[7]
- 2020年
  - 3月 - 業容の拡大に伴い本社を永田町2丁目　山王パークタワーに移転[7]
  - 4月 - 株式会社自動車ファンド 設立[7]
  - 9月 - 神奈川県厚木市にベンチマークセンター設立
- 2021年
  - 4月 - ベンチマーク事業強化の一環として、AVL List GmbHと業務提携[10]
- 2022年
  - 12月 - メキシコ合衆国 グアナフアト州にMarkLines Mexicana S.A. de C.V. 設立[7]
- 2024年
  - 8月 - 神奈川県厚木市森の里にベンチマークセンター新設・移転[7]
  - 9月 - 福岡コールセンター設立[7]
  - 10月 - 中国 深圳に麦柯莱依斯信息咨询(深圳)有限公司 設立[7]
- 2025年
  - 4月 - 株式会社マークラインズソフト開発 設立